# ده‌دولان
ده‌دولان یکی از روستاهای شهرستان سرآب حومه شربیان واقع در۱۰ کیلومتری شربیان .